# IC 3353
IC 3353 је лентикуларна галаксија у сазвјежђу Береникина коса која се налази на листи објеката дубоког неба у Индекс каталогу.
Деклинација објекта је + 27° 54' 43" а ректасцензија 12h 26m 45,0s. Привидна величина (магнитуда) објекта IC 3353 износи 15,0 а фотографска магнитуда 16,0. IC 3353 је још познат и под ознакама KUG 1224+281, PGC 40741.